# Колозими
Коло́зими (итал. Colosimi) — коммуна в Италии, располагается в регионе Калабрия, подчиняется административному центру Козенца.
Население составляет 1415 человек, плотность населения составляет 59 чел./км². Занимает площадь 24 км². Почтовый индекс — 87050. Телефонный код — 0984.
Колозими граничит с коммунами Бьянки, Педивильяно, Соверия-Маннелли, Карпанцано, Марци, Паренти, Шильяно, Сорбо-Сан-Базиле, Таверна.
В коммуне 15 августа особо празднуется Успение Пресвятой Богородицы.